# Ebon Andersson
Ej att förväxla med S-politikern Ebon Andersson i Malmö (1896–1981)
Ebon Maria Isabella Andersson (i riksdagen kallad Andersson i Stockholm), född 19 november 1896 i Göteborg, död 3 oktober 1969 i Engelbrekts församling, Stockholm, var en svensk politiker (högerpartiet) och bibliotekarie.

## Biografi
Andersson föddes på Sjömansgatan i Majorna i lägenhet på ett rum och kök där hon växte upp med sju syskon. Efter skolan började hon vid 13 års ålder att arbeta, bland annat på textilfabrik och bokbinderi. Genom kvällskurser och folkhögskola kom hon att söka vidare till högre studier och tog fil. lic.-examen 1931. Så småningom blev hon chef för Socialvetenskapliga biblioteket i Stockholm. 
Hon stod nära dåvarande ledaren för högerpartiet, Gösta Bagge och kom tidigt att inleda en politisk karriär. Mellan 1938 och 1958 var hon ordförande för högerkvinnornas förbund. 
Ebon Anderssons politiska karriär tog rejäl fart när hon för högerpartiet valdes in i riksdagen 1936. Efter att ha varit ledamot av andra kammaren under två mandatperioder 1937-1945 övergick hon till första kammaren där hon satt 1945 till 1966. Hon och Gärda Svensson blev den tredje och fjärde kvinnan som invaldes i riksdagens första kammare. 
Hon blev den första kvinnliga ålderspresidenten i första kammaren. 
En av hennes största politiska framgångar var beslutet om särbeskattning. Hon kämpade tidigt för att äkta makars inkomster skulle tudelas så att skattesystemet behandlade kvinnor och mäns inkomster lika. 
Ebon Andersson argumenterade på många områden för att förtjänst och skicklighet skulle vara avgörande för tjänstetillsättningar – inte könstillhörighet.  Hon ansåg exempelvis att kvinnor skulle kunna ha ledande befattningar vid länsstyrelserna, exempelvis utnämnas till landshövding, något som blev möjligt först på 1970-talet. 
Hennes utgångspunkt i politiska frågor var mer en fråga om tydlig individualism än feminism, eller det som i modernt språkbruk skulle becknas som ”nyliberalism”. 
I högerns interna debatt argumenterade hon starkt exempelvis emot dem som ville att partiet skulle sluta upp bakom välfärdsstaten. Hon hävdade att socialdemokraterna använde ”befolkningspolitik” som en ”murbräcka för socialism”.  Hon varnade också för att staten i sin iver att hjälpa alla kunde misslyckas med att hjälpa dem som verkligen behövde: ”Samhället hjälper i onödan i sådan utsträckning att det inte får råd att hjälpa i nöden.” 
I diskussionen om högerpartiets första handlingsprogram 1946 ville hon förvisso att partiet skulle ha ett ”positivt program”, men varnade samtidigt för att ge staten för stort inflytande över människors liv: ”Begriper staten bättre än andra hur medborgarnas pengar böra användas? Jag är för stor individualist för att kunna acceptera allt detta statsingripande”. Hon ville därför hålla fast vid en politik som ”hävdar rätten och plikten för den enskilde att ta ansvar för sig och de sina”. 
Hon avled i Stockholm 1969 i hjärtsjukdom.